# جان السوورتی
جان السوورتی (انگلیسی: John Elsworthy; ۲۶ ژوئیهٔ ۱۹۳۱ – ۳ مهٔ ۲۰۰۹) بازیکن فوتبال اهل ولز بود.
از باشگاه‌هایی که در آن بازی کرده‌است می‌توان به باشگاه فوتبال ایپسویچ تاون و باشگاه فوتبال نیوپورت کانتی اشاره کرد.